# 아테네의 아테나고라스
아테네의 아테나고라스(Athenagoras, /ˌæθəˈnæɡərəs/; Ἀθηναγόρας ὁ Ἀθηναῖος, 133년 경– 190년 경)는 초대교회 교부이며, 니케아 공의회 이전 기독교 변증가이며 철학자이며 개종한 사람이었다. 그는 알렉산드리아 학파의 거두였다. 개종이전에 플라톤주의자였다. 177년경에 쓴 그의 저서 『기독교에 관한 사명』과 주님의 부활을 적극적으로 변호한 『부활』이 유명하다. 그는 변증가 중 뛰어난 문장력을 갖춘 강력한 변증론자였다. 2세기의 호교교부(護敎敎父). 알렉산드리아의 그리스도교철학파의 창시자로 알렉산드리아의 클레멘스의가 그의 스승이었다고도 한다. 177년경 당시의 마르쿠스 아우렐리우스 황제에게 바쳤다는 호교론 ≪Embassy for the Christian≫으로 알려졌으며, 여기서 그리스도교가 무신론과 식인풍습, 근친상간을 가르친다는 당시의 터무니없는 중상들을 반박하면서 그리스도교 저술가로는 최초로 삼위일체론을 철학적으로 설명하였다. 그밖에 죽은 자의 부활에 대한 논문이 알려져있다.
아테나고라스는 동방 정교회에서 7월 24일 금식의 날로 지켜진다.

## 참고 문헌
- 〈Athenagoras〉. 《가톨릭 백과사전》. 뉴욕: 로버트 애플턴 사. 1913.
- J. Tixeront (1920). 〈Section II: The Apologists of the Second Century — IV: Athenagoras〉. 《A Handbook of Patrology》. trans. S. A. Raemers. St. Louis: B. Herder Book Co.
- David Runia (1993). 《Philo in Early Christian Literature》. Fortress Press. Esp. pp. 105–109.
- David Rankin (2009). 《Athenagoras: Philosopher and Theologian》. Ashgate.